# Anisococcus ephedrae
Anisococcus ephedrae är en insektsart som först beskrevs av Daniel William Coquillett 1890.  Anisococcus ephedrae ingår i släktet Anisococcus och familjen ullsköldlöss. Inga underarter finns listade i Catalogue of Life.